# آقای خط
آقای خط (به ایتالیایی: La Linea) یک مجموعهٔ تلویزیونی انیمیشنی ایتالیایی ساخته شده توسط اوسوالدو کاواندولی است. این مجموعه شامل ۹۰ قسمت ۲ یا ۳ دقیقه‌ای می‌شود و در ابتدا بین سال‌های ۱۹۷۱ تا ۱۹۸۶ میلادی در کانال ایتالیایی آرای‌آی پخش شد.
این انیمیشن، طراحی دو بعدی ساده‌ای از کاراکتر اصلی (که با نام آقای خط شناخته می‌شود) به صورت نیم‌رخ است که روی یک خط بی‌انتها —که خود او نیز جزئی از خط است— راه رفته و با موانعی روبرو می‌شود و غالباً از طراح می‌خواهد تا برایش راه حلی بیابد.
این کارتون را در ابتدا برای تبلیغ محصولات شرکت لوازم خانگی لاگوستینا طراحی و ساخته بود. اگر چه کاواندولی بعد از ساختن هشت قسمت رابطه خود را با لاگوستینا قطع کرد اما این کار باعث شد در طول سال‌ها این مجموعه در بیش از ۴۰ کشور دنیا به نمایش درآید و آقای خط به شهرتی جهانی برسد.